# Letlands ishockeylandshold (herrer)
Letlands ishockeylandshold (lettisk: Latvijas valstsvienība) organiseres af Letlands Ishockeyforbund, og rangerede i 2011 som nummer 12 på IIHF's rangliste. Landsholdets øverste leder er Sandis Ozoliņš og førstetræner siden 2006 er Oļegs Znaroks. Assisterende trænere er Leonīds Beresņevs og Harijs Vītoliņš; landsholdets kaptajn er Herberts Vasiļjevs. Letlands ishockeylandshold spillede sin første internationale kamp den 27. februar 1932 mod Litauen, hvor de vandt 3-0.

## 2011-truppen
| Målmænd | Målmænd          | Målmænd | Målmænd | Målmænd        | Målmænd            |
| Nr.     | Spiller          | Højde   | Vægt    | Fødselsdato    | Team               |
| ------- | ---------------- | ------- | ------- | -------------- | ------------------ |
| 1       | Māris Jučers     | 190 cm  | 80 kg   | 8. juni 1987   | Liepājas Metalurgs |
| 30      | Mārtiņš Raitums  | 183 cm  | 86 kg   | 14. april 1985 | Beybarys Atyrau    |
| 31      | Edgars Masaļskis | 179 cm  | 79 kg   | 31. marts 1980 | Jugra              |

| Forsvarsspillere | Forsvarsspillere  | Forsvarsspillere | Forsvarsspillere | Forsvarsspillere | Forsvarsspillere |
| Nr.              | Spiller           | Højde            | Vægt             | Fødselsdato      | Team             |
| ---------------- | ----------------- | ---------------- | ---------------- | ---------------- | ---------------- |
| 3                | Arvīds Reķis      | 180 cm           | 90 kg            | 1. januar 1979   | Dinamo Riga      |
| 5                | Jānis Andersons   | 187 cm           | 88 kg            | 7. oktober 1986  | Dinamo Riga      |
| 11               | Kristaps Sotnieks | 183 cm           | 87 kg            | 29. januar 1987  | Dinamo Riga      |
| 25               | Jēkabs Rēdlihs    | 185 cm           | 86 kg            | 29. marts 1982   | Dinamo Riga      |
| 26               | Krišjānis Rēdlihs | 189 cm           | 86 kg            | 15. januar 1981  | Dinamo Riga      |
| 32               | Artūrs Kulda      | 188 cm           | 97 kg            | 25 juli 1988     | Chicago Wolves   |
| 44               | Oskars Cibuļskis  | 192 cm           | 100 kg           | 9. april 1988    | Dinamo Riga      |
| 81               | Georgijs Pujacs   | 184 cm           | 95 kg            | 11. juni 1981    | Sibir            |

| Forwards | Forwards            | Forwards | Forwards | Forwards           | Forwards         |
| Nr.      | Spiller             | Højde    | Vægt     | Fødselsdato        | Team             |
| -------- | ------------------- | -------- | -------- | ------------------ | ---------------- |
| 6        | Juris Štāls         | 191 cm   | 90 kg    | 8. april 1982      | Dinamo Riga      |
| 9        | Roberts Bukarts     | 184 cm   | 83 kg    | 27. juni 1990      | Dinamo Riga      |
| 10       | Lauris Dārziņš      | 190 cm   | 90 kg    | 28. januar 1985    | Dinamo Riga      |
| 12       | Herberts Vasiļjevs  | 181 cm   | 80 kg    | 23. maj 1976       | Krefeld Pinguine |
| 15       | Ronalds Ķēniņš      | 178 cm   | 80 kg    | 28. februar 1991   | Dinamo Riga      |
| 17       | Aleksandrs Ņiživijs | 177 cm   | 77 kg    | 16. september 1976 | Dinamo Riga      |
| 18       | Kaspars Saulietis   | 185 cm   | 86 kg    | 12. juni 1987      | HPK              |
| 21       | Armands Bērziņš     | 192 cm   | 97 kg    | 27. december 1983  | HPK              |
| 23       | Andris Džeriņš      | 185 cm   | 82 kg    | 14. juni 1988      | Dinamo Riga      |
| 24       | Miķelis Rēdlihs     | 179 cm   | 82 kg    | 1. juli 1984       | Dinamo Riga      |
| 27       | Sergejs Pečura      | 188 cm   | 92 kg    | 14. juni 1987      | Krilja Sovetov   |
| 47       | Mārtiņš Cipulis     | 180 cm   | 85 kg    | 29. november 1980  | Amur Khabarovsk  |
| 75       | Ģirts Ankipāns      | 186 cm   | 98 kg    | 29. november 1975  | Dinamo Riga      |
| 87       | Gints Meija         | 183 cm   | 80 kg    | 4. september 1987  | Dinamo Riga      |